# Mabel Lake Park
Mabel Lake Park är en park i Kanada.   Den ligger i provinsen British Columbia, i den södra delen av landet, 3 200 km väster om huvudstaden Ottawa. Mabel Lake Park ligger 435 meter över havet. Den ligger vid sjön Mabel Lake.
Terrängen runt Mabel Lake Park är varierad. Mabel Lake Park ligger nere i en dal. Runt Mabel Lake Park är det mycket glesbefolkat, med 2 invånare per kvadratkilometer.. Det finns inga samhällen i närheten.
I omgivningarna runt Mabel Lake Park växer i huvudsak barrskog.